# Carnac Island
Carnac Island – wyspa leżąca nieopodal wybrzeża Perth. Liczy blisko 19 ha powierzchni. Uznana za ostoję ptaków IBA w 2008. Rezerwat przyrody.

## Warunki naturalne
Wyspa Carnac ulokowana jest blisko 8 km na południowy zachód od wybrzeża Perth (lub 10 km od Fremantle), Australia Zachodnia. Utworzona z piaskowca z dużą zawartością węglanu wapnia (calcareous sandstone – wapienny piaskowiec). Liczy 19 ha powierzchni; najwyższy punkt znajduje się 20 m n.p.m. wybrzeże głównie klifowe, klify osiągają 10–15 m. W okolicach wyspy – na Rottnest – średnia roczna suma opadów w latach 50. XX w. wynosiła ok. 668 mm. 

## Flora
We florze wyspy przeważają gatunki o wysokiej tolerancji na sól. Od 1951 prowadzony jest monitoring i kontrola składu rdzennej flory. Odnotowano m.in. spadek liczebności Acacia rostellifera i krzewu Olearia axillaris. Jednocześnie wzrosła populacja przypołudnika Mesembryanthemum crystallinum i ślazu Malva parviflora.

## Fauna
Najbardziej zauważalnym dla postronnych przedstawicielem fauny Carnc Is. jest uchatka australijska (Neophoca cinerea). Z ważniejszych gatunków występuje wąż tygrysi (Notechis scutatus) i scynk Egernia kingii. Okazjonalnie na wyspę przypływają kotiki nowozelandzkie (Arctocephalus forsteri). Fauna bezkręgowa słabo poznana, wymaga dalszych badań (stan w 2003).

## Awifauna
W 2008 BirdLife International wyznaczyło na wyspie ostoję ptaków IBA. Za „trigger species” wskazano rybitwę nadobną (Sternula nereis). Prócz tego na wyspie gniazdują inne ptaki morskie: pingwin mały (Eudyptula minor), burzyk klinosterny (Puffinus pacificus), kormoran srokaty (Phalacrocorax varius), ostrygojad długodzioby (Haematopus longirostris), rybitwa wielkodzioba (Hydroprogne caspia), rybitwa brunatnogrzbieta (Onychoprion anaethetus), rybitwa złotodzioba (Sterna bergii) oraz mewa czerwonodzioba (Chroicocephalus novaehollandiae).

## Ochrona przyrody
Cała wyspa objęta jest rezerwatem od 1963 jako Carnac Island Nature Reserve. W latach 1827–1897 wyspę licznie zamieszkiwały króliki. W 1969 wytępiono je całkowicie. Do tego do gatunków zawleczonych na Carnac należy mysz domowa (Mus musculus). Dozwolone jest zwiedzanie wyspy z licencjonowanym przewodnikiem. Zabrania się wchodzenia na wyspę ze zwierzętami domowymi. Rocznie wyspę odwiedza blisko 12 tys. turystów.